# Al-Bajadijja (Syria)
Al-Bajadijja (arab. البياضية) – miejscowość w Syrii, w muhafazie Hama. W 2004 roku liczyła 2701 mieszkańców.